# Зарожное
Заро́жное (укр. Зарожне) — село,
Зарожненский сельский совет,
Чугуевский район,
Харьковская область, Украина.
Код КОАТУУ — 6325483301. Население по переписи 2001 года составляет 731 (352/379 м/ж) человек.
Является административным центром Зарожненского сельского совета, в который, кроме того, входит село
Тетлега.

## Географическое положение
Село Зарожное находится на правом берегу реки Тетлега,
ниже по течению на расстоянии в 6 км в месте впадения реки Тетлега в реку Северский Донец расположен пгт Кочеток,
на противоположном берегу — село Тетлега.

## История
- 1647 — дата основания[2].
- В  1940 году, перед ВОВ, в селе были 573 двора, православный храм, четыре ветряные мельницы и сельсовет.[3]
- В 1992 году в селе действовали колхоз "Россия", ветеринарная лечебница, отделение связи, сельский Совет, школа, фельдшерско-акушерский пункт, автоматическая телефонная станция, Тетлежское лесничество.[4]

## Экономика
- ПСП «Зарожнянське».

## Объекты социальной сферы
- Школа.
- Детский сад.
- Фельдшерско-акушерский пункт.

## Достопримечательности

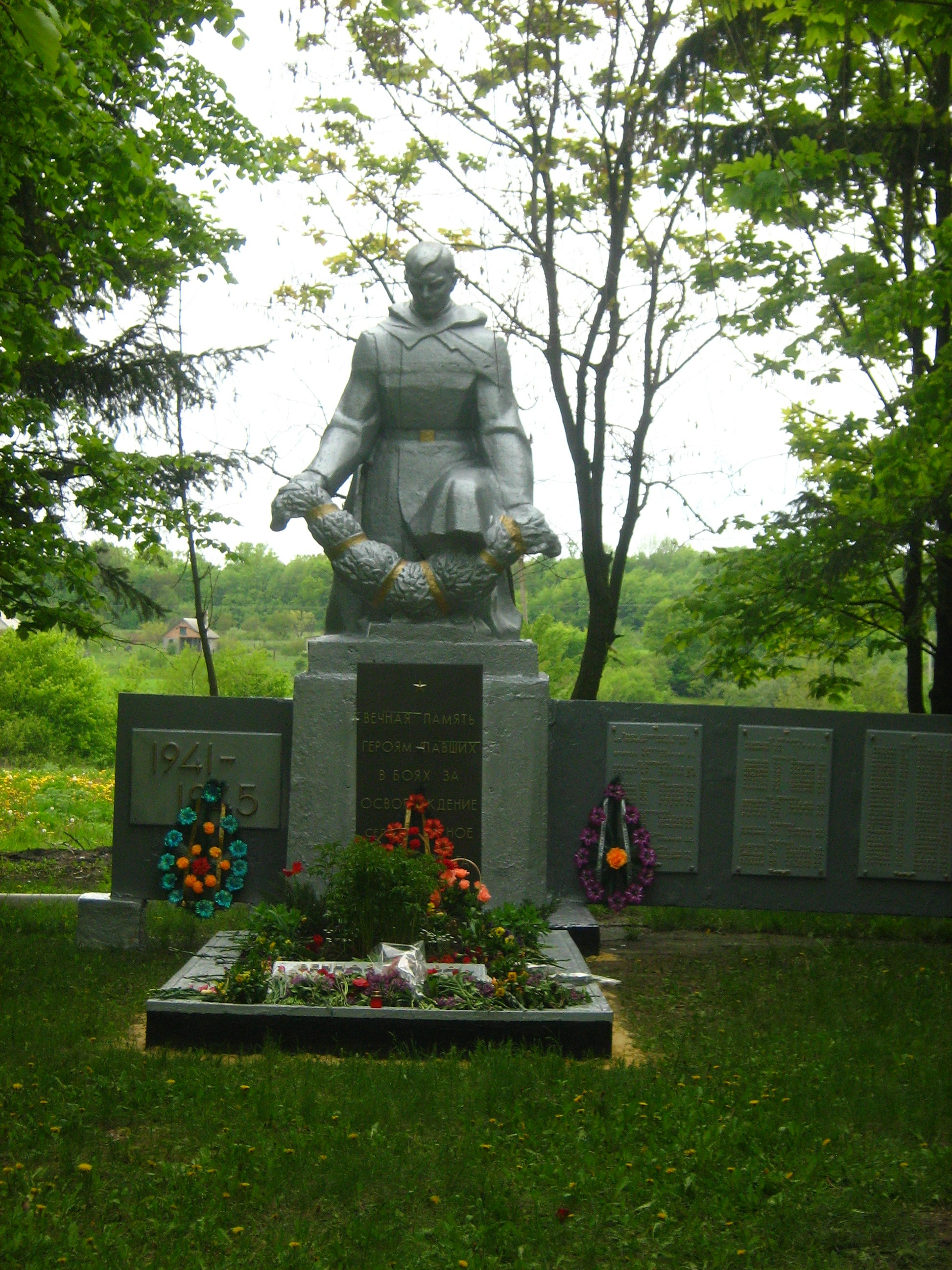
Братская могила советских воинов

- Братская могила советских воинов. Похоронено 325 воинов
- Бюст Е.О. Мухина

## Известные люди
В селе родились выдающийся русский врач Ефрем Осипович Мухин (28.01.1766 — 31.01.1850) и
Герой Советского Союза Василий Музыкин.